# أكيم إليس
أكيم إليس (بالإنجليزية: Akeem Ellis)‏ مواليد 4 أغسطس 1990، هو لاعب كرة سلة أمريكي. بدأ مسيرته الاحترافية في سنة 2012. يلعب مع آيلاند ستورم في دوري كندا الوطني لكرة السلة كلاعب هجوم خلفي. يحمل الرقم 1. يبلغ طوله 6 قدم 6 بوصة (2.0 م). لعب مع تشيشير فونيكس في دوري كرة السلة البريطاني.

## روابط خارجية
- أكيم إليس على موقع كرة السلة الأوروبية.كوم (الإنجليزية)
- أكيم إليس على موقع كلية كرة السلة في سبورتس رفرنس.كوم (الإنجليزية)
- أكيم إليس على موقع ريلجم (الإنجليزية)
- أكيم إليس على موقع بروبوليرز (الإنجليزية)